# モンスターゾーン
株式会社モンスターゾーンは、かつて存在した、映像クリエータ・井上晃一が設立した制作会社。
テレビ番組 やその他の映像を中心としたエンタテインメントコンテンツ の企画・制作を行っている。
2019年10月21日付で東京地方裁判所より破産手続の開始決定を受け、倒産した。

## 会社概要
【新住所】
東京都新宿区三栄町10-2 三栄星野ビル4階
。
＜移転前＞
- 設立： 2013年2月14日
- 所在地： 東京都千代田区神田錦町1丁目5番地 金剛錦町ビル2F

### 主な所属スタッフ
- 井上晃一 ファウンダー、前代表取締役

経営陣
- 高柳茂樹
- 瀧川淳

プロデューサー
- 笹木成人
- 村山学
- 坪井理紗
- 嶋田哲治

ディレクター
- 岩田徹
- 久延雅一
- 高松千泰

## 作品歴

### テレビ番組
現在放送中
- オモクリ監督 〜O-Creator's TV show〜 （フジテレビ）2015年　毎週日曜よる9:00〜
- バナナマンの決断は金曜日！ （フジテレビ）2015年　毎週金曜よる11:30〜
- モノクラーベ （BSスカパー！）2015年　毎週日曜よる9:00〜
- 世界の名画〜素晴らしき美術紀行〜 （BS朝日）2015年　毎週金曜よる9:00〜

過去作品
- マイフェアボーイ〜極上男子の作り方〜 （フジテレビ）2013年
- 世界の名画 （BS朝日）毎週水曜よる9時〜
- 法円坂ホラー研究会 谷町第二高等学校 （BSTBS）毎週金曜よる11:30〜
- アルバの閃き〜暮らしを豊かにする便利術〜 （フジテレビ）2013年
- ずっと好きな歌 〜スペシャルトリビュート2013（BSフジ）2013年
- 無意味良品 〜BSフジで井上晃一を偲ぶ2時間〜（BSフジ）2013年
- ミラクルラボラトリー （フジテレビ）2014年
- 午前零時の岡村隆史 （TBS）2014年　毎週水曜よる23:58〜
- アバケン （フジテレビ）2014年
- ナカイの窓『芸能人100人集結！年収＆恋愛＆私生活一斉調査 3時間スペシャル』 （日本テレビ）2014年
- ママアナテレビ （フジテレビ）2014年
- ありえない本当とウソをノゾキミ！ジョーカー （日本テレビ）2014年

### 舞台
- 田村亮一座 田村亮一座 名刺公演  シェアハウスとYシャツと私（2013年）

作・演出／井上晃一
- 田村亮一座  本公演  シンドロームで逢いましょう（2013年）